# Aenictus peguensis
Aenictus peguensis é uma espécie de formiga do gênero Aenictus.